# Districtul Rhein-Pfalz
Rhein-Pfalz-Kreis  (Rin-Pfalz) este un Kreis în landul Renania-Palatinat, Germania.